# Andrej Kaminsky
Andrej Kaminsky (1964, Helsinki) es un actor de teatro, cine y televisión alemán de origen ruso.

## Carrera
Es hijo de un diplomático alemán y otra rusa, que vivieron en Helsinki varios años hasta mudarse a Berlín. Kaminsky creció por ello principalmente en Berlín y se graduó en 1989 de la Escuela de Arte Dramático Ernst Busch. En 1992 recibió también formación musical.
Debutó en 1989 en el teatro de Rudolstadt, a lo que siguió una prolífica carrera en Fráncfort del Meno, la Berliner Ensemble, Nordhausen, Sondershausen y Kassel. El mismo hizo otro tanto en televisión, apareciendo en la afamada serie Polizeiruf 110 antes de diversificarse como invitado ocasional en televisión y cine.
En 2000 fundó el grupo de canto Harmonisch & Co., dedicado al trabajo social con niños, discapacitados y en prisiones. Desde 2005 es también profesor de arte dramático en su alma mater y en la Universidad del Cine de Babelsberg, y desde 2017 miembro del teatro de Augsburgo.
En 2016, Kaminsky debutó en YouTube como parte del elenco del canal Grim Hustle, interpretando a un líder de la mafia rusa llamado Andrycha. Desde 2022 es la estrella principal del canal, donde comparte consejos de desarrollo personal bajo el personaje del despiadado pero honorable mafioso. La producción corre a cargo del veterano del cine y la televisión Felix Charin, y el canal cuenta con la colaboración de ex-gánsteres reales como el conocido sicario alemán Patrick "Ivar" Miles.
Kaminsky interpretó también a un miembro de la mafia rusa, esta vez un sacerdote ortodoxo, en un cameo en el filme de 2023 John Wick: Chapter 4.

## Filmografía
| Título                                | Papel                | Año  |
| Polizeiruf 110: Drei Flaschen Tokajer | Sigfried Muller      | 1989 |
| Enemigo a las puertas                 | Oficial ruso         | 2001 |
| Europas Letzer Sommer                 | Sergejus             | 2012 |
| El caso Fritz Bauer                   | Oficial de policía   | 2015 |
| Das Gestandnis                        | Steiner              | 2015 |
| Atlas                                 | Oficial correccional | 2018 |
| A Christmas Carol                     | Bailarín             | 2020 |
| Der Zeuge                             | N.º 38               | 2023 |
| John Wick: Chapter 4                  | Sacerdote ruso       | 2023 |
| Wolfswinkel                           | Gerd Graupe          | 2023 |
| A Working Man                         | Symon Kharchenko     | 2025 |